# Bodentypen in Thüringen
Die Böden Thüringens bedecken die Landesfläche von 16.172 km². Sie können fünf der Bodenregionen Deutschlands zugeordnet werden. Rund 550.000 ha der Bodenfläche Thüringens sind mit Wald bedeckt. Dort finden sich knapp zwei Dutzend verschiedene Bodentypen, von denen sieben charakteristische Waldbodentypen sind.
Die Mächtigkeit der Böden Thüringens variiert von wenigen Zentimetern, z. B. flachgründige Böden über Kalkstein, sogenannte Rendzina, vor allem im nordöstlichen Bereich Thüringens verbreitet, bis hin zu über einem Meter, wie z. B. bei den fruchtbaren Schwarzerden im Thüringer Becken bzw. einigen Auenböden.

## Bodenregionen

### Becken- und Lößhügelländer - Schwarzerde
Vor allem im zentral gelegenen Thüringer Becken und im Ostthüringer Lössgebiet tritt die Schwarzerde dominant als Bodentyp auf. Die Schwarzerde, welche sich auf dem kalkreichen Löss gebildet hat, besitzt eine hohe Fruchtbarkeit.

### Schichtstufen und Kalkplatten - Rendzina
Am Rande des Beckens sowie in West- und Südthüringen herrscht die Landschaft der Schichtstufen und Kalkplatten vor. Hier, beispielsweise auf der Saale-Ilm-Platte, befinden sich vor allem Rendzinen. Diese sind häufig kalkhaltig und werden z. T. landwirtschaftlich genutzt. Laubmischwälder mit hohen Anteilen an Eichen, Buchen und Linden sind typisch für diese Bodenregion.

### Berg- und Hügelländer - Braunerde
Eine recht große Fläche nimmt die Bodenlandschaft der Berg- und Hügelländer ein. Sie befinden sich vornehmlich im südlichen Harzvorland, Ostthüringer Buntsandsteinbergland und im Eichsfeld.

### Gebirge - Braunerden, Podsol-Braunerden
In den unteren und mittleren Lagen von Harz, Thüringer Wald, Thüringer Schiefergebirge und Frankenwald sind Braunerden als Bodentyp weit verbreitet. Braunerden zeigen einen hohen Lehm- und Humusanteil. Auf diesem Boden gedeihen die für Thüringen typischen Buchenwälder wie auch laubholzreiche Mischwälder.
In den oberen Lagen der Mittelgebirge sind Podsole mit ihren typischen Auswaschungshorizonten sichtbar, was auf die Verlagerung von Ton, Eisen- und Aluminiumverbindungen nach unten zurückzuführen ist. In der Rhön sind die Braunerden durch den Basalt im Untergrund weniger sauer als in den anderen Gebirgen Thüringens. Die Podsole machen fast 10 % der Thüringer Waldböden aus und tragen die ausgedehnten, landschaftsprägenden Fichten- und Kiefernwälder der Kammlagen des Thüringer Waldes und des Thüringer Schiefergebirges.

### Flussauen - Braune Vega
In den größeren Flussauen hat sich auf dem Ausgangsgestein Auenlehm der Bodentyp Braune Vega gebildet. Er wird etwa ab 80 cm Tiefe vom Grundwasser beeinflusst.

## Schaupunkte
Das Museum der Natur Gotha zeigt zwei Musterbodenprofile. Das Naturhistorische Museum auf Schloss Bertholdsburg stellt drei Musterbodenprofile vor. Das Naturkundemuseum Erfurt zeigt ein Bodenprofil aus dem Erfurter Steigerwald. Das Museum für Naturkunde (Gera) zeigt drei Profilböden. Das Deutsche Gartenbaumuseum in Erfurt geht auf die Bodenbearbeitung ein. Im Waldgebiet Webicht, nordöstlich von Weimar, befindet sich eine Profilgrube mit einer Schautafel.